# Vincenz Liechtenstein
Vincenz Liechtenstein (celým jménem Vincenz Karl Alfred Maria Michael (Prinz von und zu) Liechtenstein, 30. července 1950, Štýrský Hradec - 14. ledna 2008, Waldstein, obec Deutschfeistritz v rakouské spolkové zemi Štýrsku) byl rakouský šlechtic z knížecího rodu Lichtenštejnů a politik za Rakouskou lidovou stranu.

## Životopis
Vincenz Liechtenstein, vnuk Karla I. (1887-1922), posledního rakouského císaře (1916-1918), navštěvoval v letech 1960-1969 Spolkové reálné gymnázium ve Štýrském Hradci, potom absolvoval studium práv na tamní univerzitě (Dr. Iur. 1969–1975). Pracoval aktivně ve vedení lesního závodu.
Z jeho prvního manželství (1981-1991) s Hélène de Cossé-Brissac (* 1960) měl dvě dcery, Adelheid Marii (* 1981) a Hedwig Marii (* 1982). Jeho druhou manželkou se v roce 1999 stala Roberta Valeri Manera (* 1953).

### Politická kariéra
Roku 1974 byl spoluzakladatelem studentské iniciativy Panevropského hnutí Rakouska (JES). Byl členem představenstva Katolického rodinného spolku a Sudetoněmeckého krajanského sdružení. Jako student byl také členem Katolického krajanského spolku Josephina v akademickém svazu (KÖL).
Vincenz Liechtenstein byl členem rakouské Spolkové rady (1988–1996, 1997–2004). V letech 2004 až 2006 byl poslancem Národní rady Rakouska. V roce 2005 rakouský Nejvyšší kontrolní úřad Národní rady šetřil jeho údajnou opilost na základě podnětu poslance za „Zelené“ Petra Pilze (* 1954).
Vincenz Liechtenstein zemřel 14. ledna 2008 zcela nečekaně ve svém zámku Waldstein u Štýrského Hradce.